# Андреас Шульц
Андреас Шульц (нім. Andreas Schulz, 5 жовтня 1951) — німецький академічний веслувальник.
Срібний призер Олімпійських Ігор 1976 року в складі розпашної четвірки зі стерновим.
Чемпіон світу 1974 року в складі розпашної четвірки зі стерновим, срібний призер 1975 року в складі розпашної четвірки зі стерновим.